# スズキ・スーパーモレ
スーパーモレ（Super MOLLET）とは、かつてスズキが製造販売していた原付のオートバイである。なお本項では元の車両であったモレ（Mollet）についても記述する。

## 概要
元々は1986年にMollet（モレ）という車名で発売され、通常のステップボードスクーターと異なるバーステップ型フレームに前カゴを標準装備していた女性向けのファッションスクーターであった。前後12インチタイヤを装備するのが特徴。
エンジンは当時のスズキ製原付スクーター(Hi、カーナ等)で主流だったA122縦型エンジンとシュラウド等は共通で似てはいるが、12インチタイヤを収める為クランクケースが延長された専用設計となっており、逆回転で取り出された動力は2段のカウンターシャフトを介し伝えるようになっている。
1994年フルモデルチェンジし型式名がFA14AからFA14Bに変更。
よりパワーのあるアドレスやセピア等と共通のA147横型エンジンに変わり、リアサスペンションがツインからシングルへ変更されたため、伴ってフレームのリアセクションやフューエルタンクも変更されている。前輪は12インチのままだが後輪は10インチという変則的な仕様となった。
スーパーモレという名称として知られているが、本来は
「同時発売したSuper MOLLET（スーパーモレ）は、社団法人日本新聞協会ならびに新聞販売店関係者からの要望に基づいて開発した、女性新聞配達員向けのモデル」(スズキ・デジタルライブラリーより)
とあるように正式には派生モデルの名称である。
車両の取りまわしやすさや太いフレームを持ち、テレスコピック式のフロント廻りを持つ等堅牢な構造からビジネスモデルとしての使用が注目されるようになり、メーカー側もそれに合わせた装備を追加していったため、ビジネス仕様のスーパーモレのみが販売されるようになった。
ビジネスモデルとして特化したことにより長い間生産され続けていたが、2サイクルエンジンを搭載しており、最終型では点火方式と空燃比コントロールでエミッション規制対応したものの2007年の自動車排出ガス規制には対応できず2008年にメーカーから生産の終了が公表された。